# Боснійська кухня

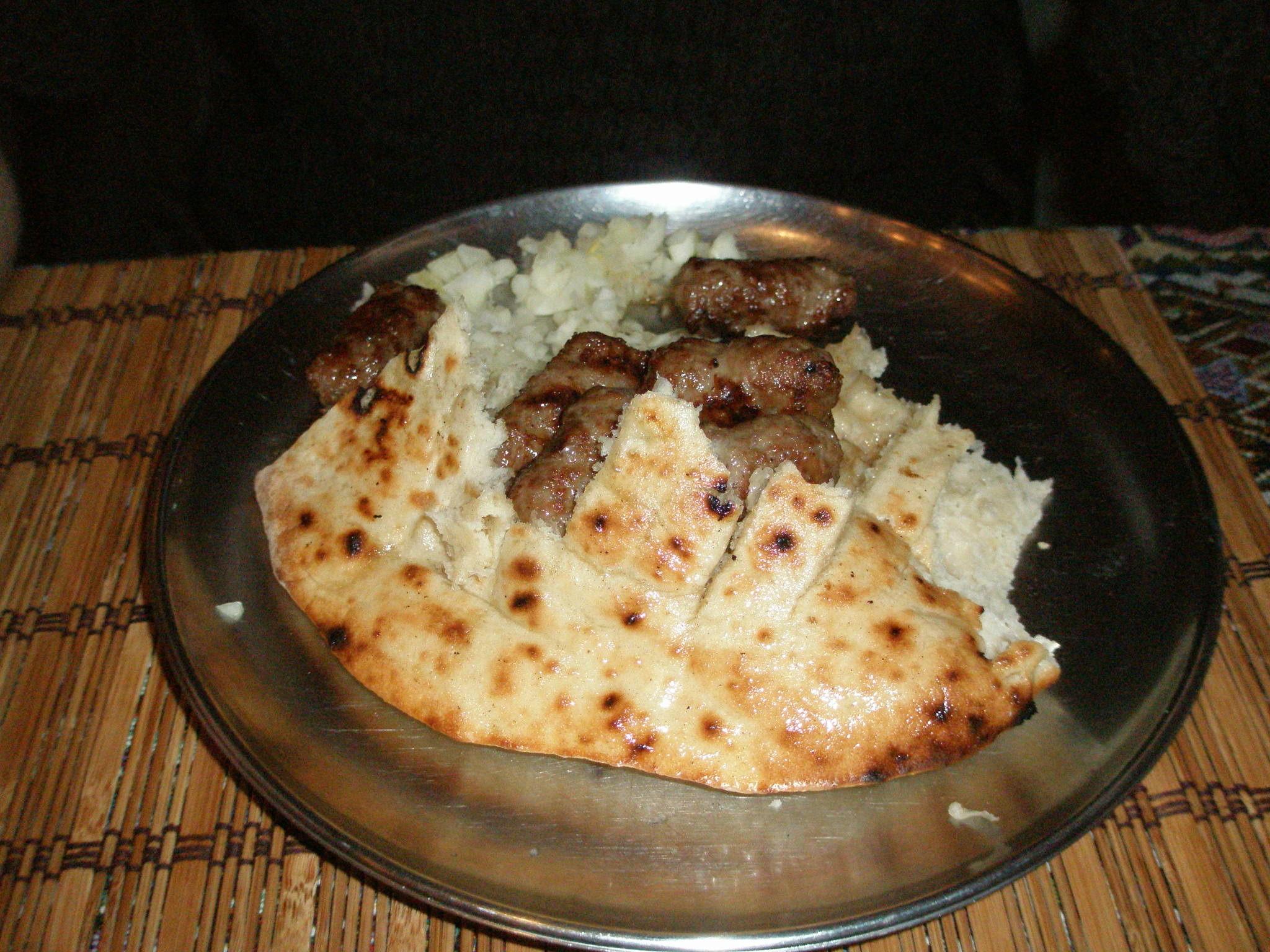
Боснійський чевапчичі з цибулею у піті

Боснійська кухня (босн. Bosanska kuhinja) — врівноважується між західними і східними впливами. Кухня Боснії і Герцеговини сформувалася в результаті змішання південнослов'янських, німецьких, турецьких і середземноморських кулінарних традицій. Основа місцевих страв — м'ясо і овочі,в яких просліджуються турецькі традиції щодо приготування їжі. Від слов'янських народів у стравах переважає сир, а також використання хліба і зернових. Однак у зв'язку також з австрійським пануванням, є великий кулінарний вплив з Центральної Європи.
Боснійська кухня використовує багато спецій, але, як правило, в помірних кількостях. Більшість страв приготовані у великій кількості води; соуси повністю натуральні, що прикрашає природні соки овочів у страві. Типові інгредієнти включають помідори, картоплю, цибулю, часник, солодкий перець, огірки, морква, капуста, гриби, шпинат, кабачок, сушені та свіжі боби, сливи, молоко, перець і вершки (pavlaka і каймака). 

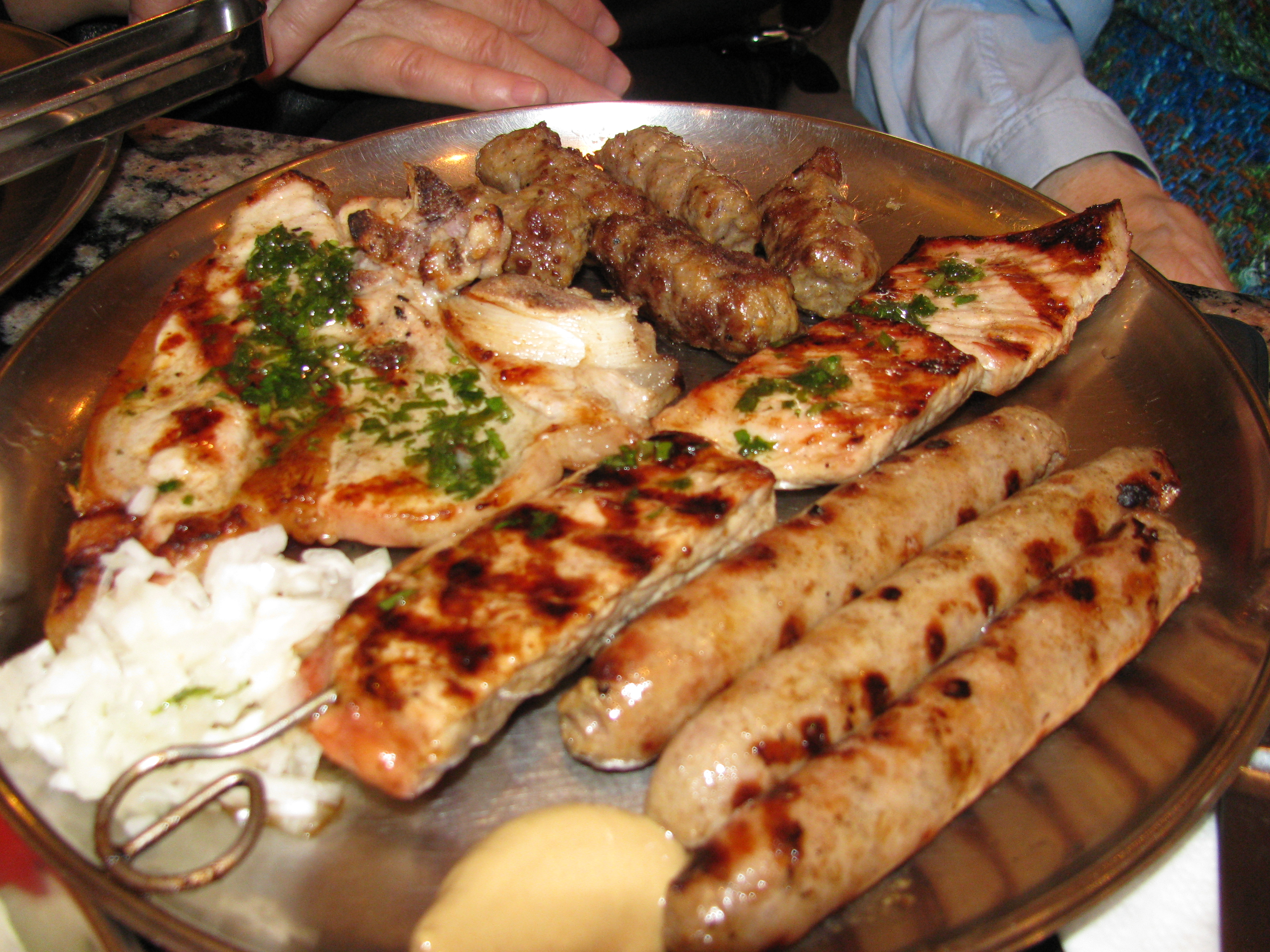
Боснійське м'ясо

Типові м'ясні страви включають яловичину і баранину, які зазвичай смажать на відкритому вогні. Уздовж дороги часто можна побачити ресторани, що пропонують баранчика на рожні, що подається зі смаженою картоплею і салатом сезону. Суп є однією з найпоширеніших страв Боснії і Герцоговини. Найпопулярніший суп в Боснії і Герцеговині — суп Бея. Суп Tarhana також є домашньою стравою, що має турецьке походження і яку до цих готують по всій країні. 
Деякі місцеві фірмові страви: боснійський горщик, чевапчичі, бурек, долма, сарма, босанскі-лонас, жапрак, хаджийскі-чевап, гайдук, плескавиця, джювеч, каймак, плов, гуляш, айвар, сатараш, торші і цілий ряд східних солодощів та десертів (як-от туфахія, кремпіта). На столі обов'язково повинен бути свіжий хліб,зазвичай це тонкий прісний хліб «сомун», що дуже схожий на лаваш. 

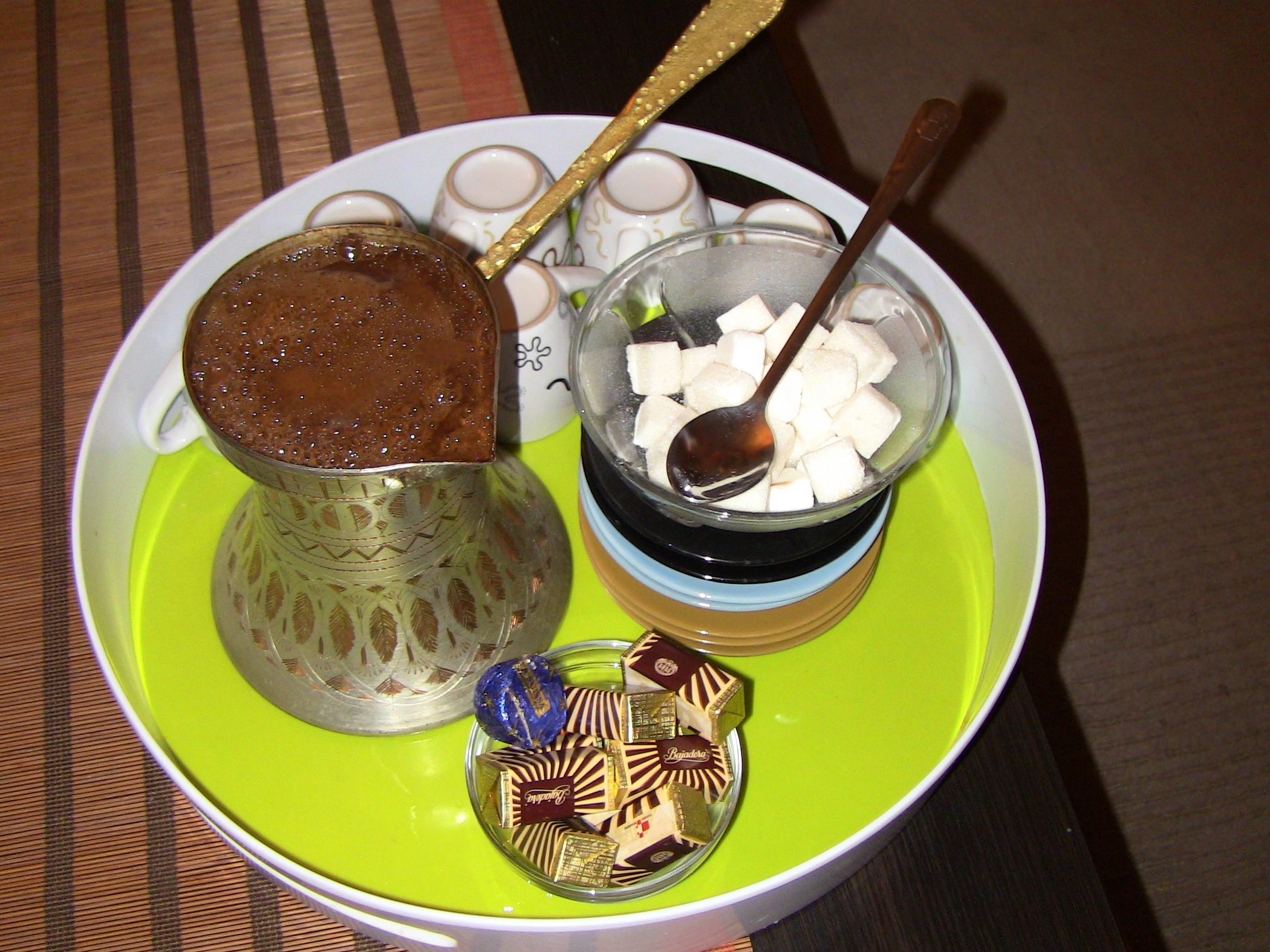
Боснійська кава і хорватська Баядера

Найвідомішим напоєм є кава,яку зазвичай подають із рахат локумом. Найкращі місцеві вина походять з Герцеговини, де клімат підходить для вирощування винограду (місцеві сорти включають Блатину, Жилавку та інші). Червоне і біле сухе вино у Герцеговині високої якості, і ви повинні спробувати вино з винних льохів Cellar Čitluk і HEPOK. Сливова або яблучна ракія виробляються в Боснії.